# Vasaloppet 1970
Vasaloppet 1970 avgjordes den 1 mars 1970, och var den 47:a upplagan av Vasaloppet. Segrade gjorde Lars Arne Bölling IFK Mora före Gerhard Grimmer från Östtyskland. Det var första gången sedan 1953 då Mora-Nisse vann som en hemmaåkare från IFK Mora vann tävlingen.

## Resultat
Not: Pl = Placering, Nr = Startnummer, Tid = Sluttid
| Pl. | Nr | Namn                   | Klubb/Land    | Tid     | Diff    |
| --- | -- | ---------------------- | ------------- | ------- | ------- |
| 1   |    | Lars-Arne Bölling      | IFK Mora      | 5:08:38 | + 00.00 |
| 2   |    | Gerhard Grimmer        | Östtyskland   | 5:09:15 | + 00.27 |
| 3   |    | Jan Halvarsson         | Hammerdals IF | 5:09:56 | + 01.18 |
| 4   |    | Lennart Pettersson     | Norbergs IF   | 5:10:22 | + 01.44 |
| 5   |    | Bengt Karlsson "Månen" | FSK Boxholm   | 5:12:31 | + 03.53 |